# Ein jeglicher wird seinen Lohn empfangen …
Ein jeglicher wird seinen Lohn empfangen … (Originaltitel: Les Uns et les Autres) ist ein französischer Spielfilm von Claude Lelouch aus dem Jahr 1981, der zwei Jahre später in einer fast doppelt so langen Version als sechsteiliger Fernsehfilm ausgestrahlt wurde.

## Handlung
Erzählt werden die Schicksale von vier Familien aus verschiedenen Ländern zwischen 1936 und 1980, deren Leben in New York, Paris, Moskau und Berlin von der Liebe zur Musik bestimmt und geprägt wird:
Nachdem die Moskauer Balletttänzerin Tatiana 1936 einen Wettbewerb verloren hat, mit dem sie die Primaballerina des Staatsballetts werden wollte, heiratet sie den Kulturbeauftragten Boris Itovitch. Als der Zweite Weltkrieg ausbricht, muss Boris zum Militär. Bevor er jedoch an die Front geht und dort stirbt, zeugt er mit Tatiana einen Sohn namens Sergei. 
In Paris verliebt sich die junge Violinistin Anne in den Pianisten Simon Meyer. Sie heiraten und arbeiten zusammen im berühmten Varieté-Theater Folies Bergère. Ihr Glück währt jedoch nur kurz. Nach der Besetzung Frankreichs durch die deutsche Wehrmacht werden sie als Juden verhaftet und von den Nazis in ein Konzentrationslager deportiert. Ihren Sohn können sie retten, indem sie ihn mit einer Nachricht aussetzen. 
Der gefeierte deutsche Konzertpianist Karl Kremer spielt 1938 auch für Adolf Hitler. 1940 wird er als einfacher Soldat im besetzten Frankreich stationiert. Sein einziger Sohn stirbt in einem Feuergefecht.
In New York feiert der Jazz-Bandleader Jack Glenn derweil große Erfolge. Nach dem Krieg bringt er den Swing ins befreite Paris, seine Frau Suzan stirbt indes bei einem Unfall. Die gemeinsame Tochter Sara wird wie ihre Mutter Sängerin, ihr Bruder Jason wird Filmregisseur, der Sara bei ihrer Karriere unterstützt.
Karl Kremer gibt nach dem Krieg ein Konzert in New York. Aufgrund seiner politischen Verbindungen im Dritten Reich bleibt das Publikum jedoch aus. Sergei, der Sohn des russischen Paares, wird unterdessen ein großer Ballettstar, der politisches Asyl in den Vereinigten Staaten sucht. Anne, die den Holocaust überlebt hat, sucht in den 1960er Jahren noch immer nach ihrem Sohn, der als Robert Prat im Algerienkrieg gedient hat, inzwischen Anwalt geworden ist und sich wundert, woher sein Sohn Patrick seine musikalische Begabung hat.
Die Kinder und Enkelkinder der drei Paare treffen sich 1980 bei einer vom Roten Kreuz gestifteten Wohltätigkeitsveranstaltung. Diese findet vor dem Eiffelturm in Paris statt und wird im Fernsehen in der gesamten Welt übertragen. Sergei tanzt dabei zu Ravels Boléro, Sara singt mit Annes Enkelsohn Patrick, der inzwischen ein Rock-’n’-Roll-Star geworden ist, während der alternde Karl das Orchester dirigiert.

## Hintergrund
Für seine Hommage an die Musik und den Tanz als universelle Sprachen der Hoffnung und der Gemeinschaft ließ sich Filmemacher Claude Lelouch bei der Wahl seiner Figuren durch Künstler wie Édith Piaf, Herbert von Karajan, Glenn Miller und Rudolf Nurejew inspirieren. Gedreht wurde unter anderem an Originalschauplätzen in New York City und am Eiffelturm in Paris.
Am 27. Mai 1981 lief Ein jeglicher wird seinen Lohn empfangen … in einer 184 Minuten langen Version in den französischen Kinos an. Die Produktion war in Frankreich mit 3.234.549 Zuschauern der sechsterfolgreichste Film des Jahres. Ein Jahr später kam der Film in einer gekürzten Fassung unter dem Titel Bolero in die US-amerikanischen Kinos. Am 30. September 1983 wurde auf dem französischen Fernsehsender TF1 eine 360 Minuten lange Version in sechs Teilen gezeigt. In Deutschland wurde der Mehrteiler erstmals ab dem 19. Juni 1985 vom Bayerischen Rundfunk im Fernsehen ausgestrahlt. Im Oktober 2005 erschien er auf DVD.

## Kritiken
Das US-amerikanische Branchenblatt Variety urteilte hart und bezeichnete Lelouchs Film als „oberflächliches Album sich überkreuzender Schicksale“, das „schwerfällige, harmlose und schmalzige Historie in Miniaturansicht“ biete.
Das Lexikon des internationalen Films konstatierte: „Vor allem in der 185-minütigen Kinofassung erscheint die Musik jedoch als bloßes Füllmaterial für die Durststrecken eines überlangen Melodrams, in dem die Schrecken des Krieges gerade noch als Nervenkitzel dienen.“ Die in Deutschland veröffentlichte Fernsehfassung mit sechs Stunden Laufzeit unterscheide sich darin, dass hier „das Thema Musik als Metapher einer gemeinsamen Sprache sowie Ausdrucks- und Vermittlungsform weitaus griffiger entwickelt wird, ohne daß der Film über den Anspruch gediegener Unterhaltung hinauswüchse“. Das einzig positive Fazit lautete: „Faszinierend allein der unkonventionelle, sehr persönliche Epilog des Regisseurs.“
Jay S. Steinberg von Turner Classic Movies wies in seiner „Home Video Review“ darauf hin, dass der Film unter „einer recht schwerfälligen Konstruktion“ leide. Zwar sei „die Kameraarbeit durchweg mit Fingerspitzengefühl gehandhabt“ und „Lelouchs tiefe Liebe für die Songs, den Tanz und die Künstler“ offenkundig, doch lade Ein jeglicher wird seinen Lohn empfangen … durch „die sprunghafte Erzählweise, die Mehrfachrollen und seine schiere Länge“ nicht zum „beiläufigen Anschauen“ ein.

## Auszeichnungen
Bei der César-Verleihung 1982 war der Film in den Kategorien Bester Film, Bester Schnitt, Beste Filmmusik und Bester Ton (Harald Maury) für den César nominiert, unterlag jedoch der Konkurrenz. Bei den Internationalen Filmfestspielen von Cannes erhielt Lelouchs Film den Prix Vulcain de l’artiste technicien für den besten Ton und nahm zudem am Wettbewerb um die Goldene Palme teil. Des Weiteren erhielt Ein jeglicher wird seinen Lohn empfangen … eine Nominierung für den Japanese Academy Award als bester ausländischer Film.

## Deutsche Fassung
Die deutsche Synchronfassung entstand 1985 für die Erstausstrahlung im Bayerischen Rundfunk.
| Rolle                     | Darsteller         | Synchronsprecher         |
| ------------------------- | ------------------ | ------------------------ |
| Simon Meyer / Robert Prat | Robert Hossein     | Harald Leipnitz          |
| Anne Meyer                | Nicole Garcia      | Marianne Groß            |
| Jack Glenn / Jason Glenn  | James Caan         | Jürgen Kluckert          |
| Karl Kremer               | Daniel Olbrychski  | Wolfgang Condrus         |
| Evelyne / Edith           | Évelyne Bouix      | Susanna Bonasewicz       |
| Véronique                 | Fanny Ardant       | Gisela Fritsch           |
| M. Raymond                | Raymond Pellegrin  | Joachim Nottke           |
| Direktor des Lido         | Jean-Claude Brialy | Lutz Riedel              |
| Richard                   | Richard Bohringer  | Joachim Kerzel           |
| Jacques                   | Jacques Villeret   | Engelbert von Nordhausen |
| Ediths Großvater          | Paul Préboist      | Klaus Miedel             |

## Soundtrack
- Francis Lai, Michel Legrand: Les Uns et les Autres. Rue Stendhal 2006, eine CD mit 15 Aufnahmen der Filmmusik.